# Roger Dee Aycock
Roger Dee Aycock (bekannt unter seinem Pseudonym Roger Dee; geboren am 6. Dezember 1914 im Floyd County, Georgia; gestorben am 5. April 2004 in Rome, Georgia) war ein amerikanischer Science-Fiction-Autor.

## Leben
Während der Zeit der Depression arbeitete Aycock als Briefträger. Im Zweiten Weltkrieg diente er drei Jahre im U.S. Army Signal Corps. Seine erste Science-Fiction-Geschichte The Wheel Is Death erschien 1949 in Planet Stories. In den 1950er Jahren war er ein produktiver Autor der Pulp-Magazine. Nach 1971 erschien nichts mehr.
Sein Roman An Earth Gone Mad (1954), eine konventionelle Dystopie einer Welt unter totalitärer Gedankenkontrolle, wurde ins Deutsche, Japanische und Italienische übersetzt. Seine Erzählungen wurden außer ins Deutsche auch ins Französische, Spanische, Italienische und Kroatische übersetzt.

## Bibliographie
Marco 4 (Kurzromanserie)
- Wailing Wall (in: Galaxy Science Fiction, July 1952)
  - Deutsch: Die Klagemauer. In: Galaxis Science Fiction, #4. Moewig, 1958.
- Pet Farm (in: Galaxy Science Fiction, February 1954)
  - Deutsch: Die Nacht brach an. In: Galaxis Science Fiction, #2. Moewig, 1958.
- Control Group (in: Amazing Science Fiction Stories, January 1960)

Romane
- An Earth Gone Mad (1952)
  - Deutsch: Das Geheimnis der Würfel. Übersetzt von Heinrich F. Gottwald. Hönne / Gebrüder Zimmermann (Hönne Utopia-Spitzenklasse #5), 1957. Auch als: Die Macht des Kyrill. Übersetzt von Heinrich F. Gottwald. Pabel (Utopia Sonderband #203), 1963.
- The Anglers of Arz (Kurzroman in: If, January 1953)
- Problem on Balak (Kurzroman in: Galaxy Science Fiction, September 1953)
  - Deutsch: Problem auf Balak. In: Galaxis Science Fiction, #9. Moewig, 1958.
- Clean Break (Kurzroman in: Galaxy Science Fiction, November 1953)
- To Remember Charlie By (Kurzroman in: Fantastic Universe, March 1954)
- Assignment’s End (Kurzroman in: Galaxy Science Fiction, December 1954)
- Traders Risk (Kurzroman in: Galaxy Science Fiction, February 1958)
- The Feeling (Kurzroman in: Galaxy Magazine, April 1961)
- Rough Beast (Kurzroman in: Analog Science Fact → Science Fiction, March 1962)

Sammlungen
- An Earth Gone Mad / The Rebellious Stars (Sammelausgabe von 2 Romanen; 1954, mit Isaac Asimov)
- The 30th Golden Age of Science Fiction Megapack (2016)

Kurzgeschichten
1949:
- The Wheel Is Death (in: Planet Stories, Fall 1949)

1950:
- Ultimatum (in: Planet Stories, Spring 1950)
- Slave of Eternity (in: Super Science Stories, May 1950)
- Unwelcome Tenant (in: Planet Stories, Summer 1950)
- Last Return (in: Super Science Stories, July 1950)

1951:
- First Life (in: Super Science Stories, January 1951)
- Girl from Callisto (in: Thrilling Wonder Stories, June 1951)
- The Watchers (in: Planet Stories, September 1951)
- Grim Green World (in: Planet Stories, November 1951)
- Palimpsest (in: Planet Stories, November 1951)

1952:
- The Obligation (in: Startling Stories, September 1952)
  - Deutsch: Die Verpflichtung. In: Auf fernen Planeten. Moewig (Terra #344), 1964. Auch als: Das Ungeheuer. In: Science-Fiction-Stories 26. Ullstein 2000 #47 (2967), 1973, ISBN 3-548-02967-1.
- Today Is Forever (in: Galaxy Science Fiction, September 1952)
- The Reasonable People (in: Thrilling Wonder Stories, October 1952)
- The Persuasive Man (in: Science Fiction Adventures, November 1952)
- The Star Dice (in: Startling Stories, November 1952)
- Paradox Planet (in: Thrilling Wonder Stories, December 1952)
- The Wailing Wall (1952)
  - Deutsch: Die Klagemauer. In: Walter Spiegl (Hrsg.): Science-Fiction-Stories 89. Ullstein Science Fiction & Fantasy #31029, 1981, ISBN 3-548-31029-X.
- Wailing Wall (1952)
  - Deutsch: Die Klagemauer. In: Lothar Heinecke (Hrsg.): Galaxis 4. Moewig Galaxis #4, 1958.

1953:
- No Charge to the Membership (in: Startling Stories, January 1953)
- Oh Mesmerist from Mimas! (in: Planet Stories, January 1953)
- Earthman’s Choice (in: Science Fiction Adventures, March 1953)
- Guest Artist (in: Fantastic, May-June 1953)
- The Enemy, Time (in: Space Stories, June 1953)
- The Minister Had To Wait (in: Fantastic Universe, June-July 1953)
- The Springbird (in: Beyond Fantasy Fiction, July 1953)
- Worlds Within Worlds (in: Science-Fiction Plus, October 1953)
- Problem On Balak (1953)
  - Deutsch: Problem auf Balak. In: Lothar Heinecke (Hrsg.): Galaxis 9. Moewig Galaxis #9, 1958.

1954:
- The Fresh Start (in: The Magazine of Fantasy and Science Fiction, January 1954)
- Man Friday (in: The Magazine of Fantasy and Science Fiction, March 1954)
- The Frogs of Mars (in: Imagination, April 1954)
- Legacy (in: Thrilling Wonder Stories, Spring 1954)
- Tiger’s Cage (in: Science Stories, April 1954)
- The Poundstone Paradox (in: The Magazine of Fantasy and Science Fiction, May 1954)
- The Dog That Liked Carmen (in: Orbit, No. 3, July-August 1954)
- The Interlopers (in: Astounding Science Fiction, September 1954)
  - Deutsch: Die Störenfriede. In: Wolfgang Jeschke und Brian W. Aldiss (Hrsg.): Titan 21. Heyne Science Fiction & Fantasy #4036, 1983, ISBN 3-453-30977-4.
- The Man Who Found Out (in: Fantastic Universe, September 1954)
- Thank You, Member (in: Fantastic Universe, December 1954)
- Pet Farm (1954)
  - Deutsch: Die Nacht brach an. In: Lothar Heinecke (Hrsg.): Galaxis 2. Moewig Galaxis #2, 1958.

1955:
- Wayfarer (in: Startling Stories, Spring 1955)
- Partner’s Payoff (in: Stories Annual, 1955)

1956:
- The Man Who Had Spiders (in: Fantastic Universe, February 1956)
- The Voiceless Sentinels (in: Fantastic Universe, August 1956)
- Travelogue (in: Fantastic Universe, December 1956)

1957:
- First Landing (in: Fantastic Universe, June 1957)

1958:
- Blue Monday (in: Satellite Science Fiction, February 1958)
- Field Report (in: Fantastic Universe, May 1958)

1962:
- Inconstancy (in: Amazing Stories, January 1962)

1971:
- Perfect Match (in: Worlds of Tomorrow, Spring 1971)